# Финк, Йодок
Йодок Финк (нем. Jodok Fink; 1853—1929) — австрийский фермер, а также политический и государственный деятель, первый Вице-канцлер Австрии.

## Биография
Родился 19 февраля 1853 года в коммуне Андельсбух в крестьянской семье и был девятым ребенком. Все его старшие братья и сестры умерли, поэтому только Йодок и его младший брат Алоиз достигли совершеннолетия. Его отец умер, когда Йодоку было четыре года. Мать вышла замуж во второй раз, когда ему было десять лет. 
В возрасте 15 лет Финк учился в гимназии в Бриксене, которую он бросил, несмотря на отличные оценки, так как надо было работать в большом родительском хозяйстве. 
Свою политическую карьеру Финк начал в 1879 году, когда был избран членом муниципального собрания (Gemeindeausschuss) в Андельсбухе и занимал пост мэра с 1888 по 1897 год. Он присоединился к ассамблее ландтага федеральной земли Форарльберг в 1890 году и в 1893 году стал членом недавно созданной Христианско-социальной партии. Он был избран депутатом Австрийского имперского совета (Рейхсрата) в 1897 году.
Одновременно с политической и государственной деятельностью Финк был прогрессивным фермером, основавшим в 1888 году в Андельсбухе животноводческий кооператив Андельсбух, а также создавшим сад для разведения плодовых деревьев и искусственный луг для выращивания зерновых. С 1890 года он работал в «Katholisch-Konservativen Kasino für Egg und Umgebung», став членом правления и затем возглавил его. Он читал лекции по современным методам выращивания фруктов, а в 1928 году основал вместе со своим сыном Антоном (1890—1966) кооператив Alma.
Во время распада Австро-Венгерской империи в конце Первой мировой войны Финк был избран 21 октября 1918 года одним из трех равных президентов немецко-австрийского временного национального собрания (Provisorische Nationalversammlung für Deutschösterreich) Германской Австрии. После выборов в Конституционное собрание Австрии, 15 марта 1919 года, Финк смог сформировать правительство большой коалиции с левой Социал-демократической партией Австрии под руководством Карла Реннера.
Когда коалиционное правительство распалось 7 июля 1920 года, после выборов в парламент 17 октября 1920 год, Михаэль Майр сформировал правительство меньшинства, поддерживаемое правой Народной партией Большой Германии (Großdeutsche Volkspartei), сменив Йодока Финка. Сам Финкбольше не занимал правительственных должностей, но оставался в политике.
Умер 1 июля 1929 года в коммуне Андельсбух. Его надгробие выполнено архитектором Альфонсом Фрицем, тоже уроженцем Андельсбуха.

### Семья
В 1886 году Йодок Финк женился на Марии Катарине Мойсбургер (Maria Katharina Meusburger), которая была на шесть лет моложе. В результате брака родилось двенадцать детей, пятеро из которых умерли преждевременно.

## Заслуги
- Золотой знак заслуги с короной (1900).
- Почетный гражданин Бизау (1904),  Почетный гражданин Андельсбуха (1913), Почетная докторская степень в Университете Инсбрука (1925).
- Награждён орденом Железной Короны III класса (1906), а также орденами Франца Иосифа (1913, Командорский крест) и (1917, Командорский крест со звездой).

## Память

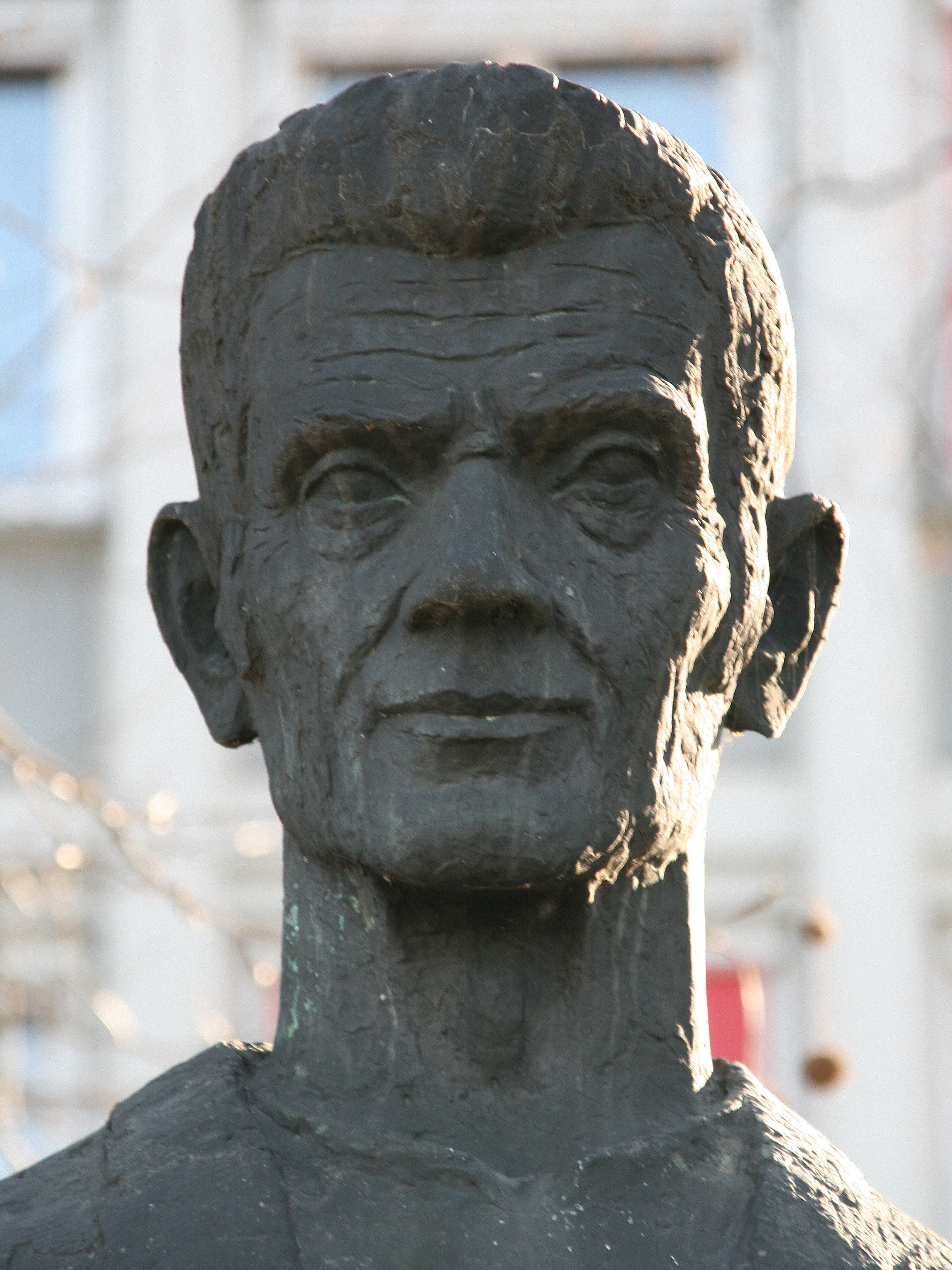
Памятник в Брегенце
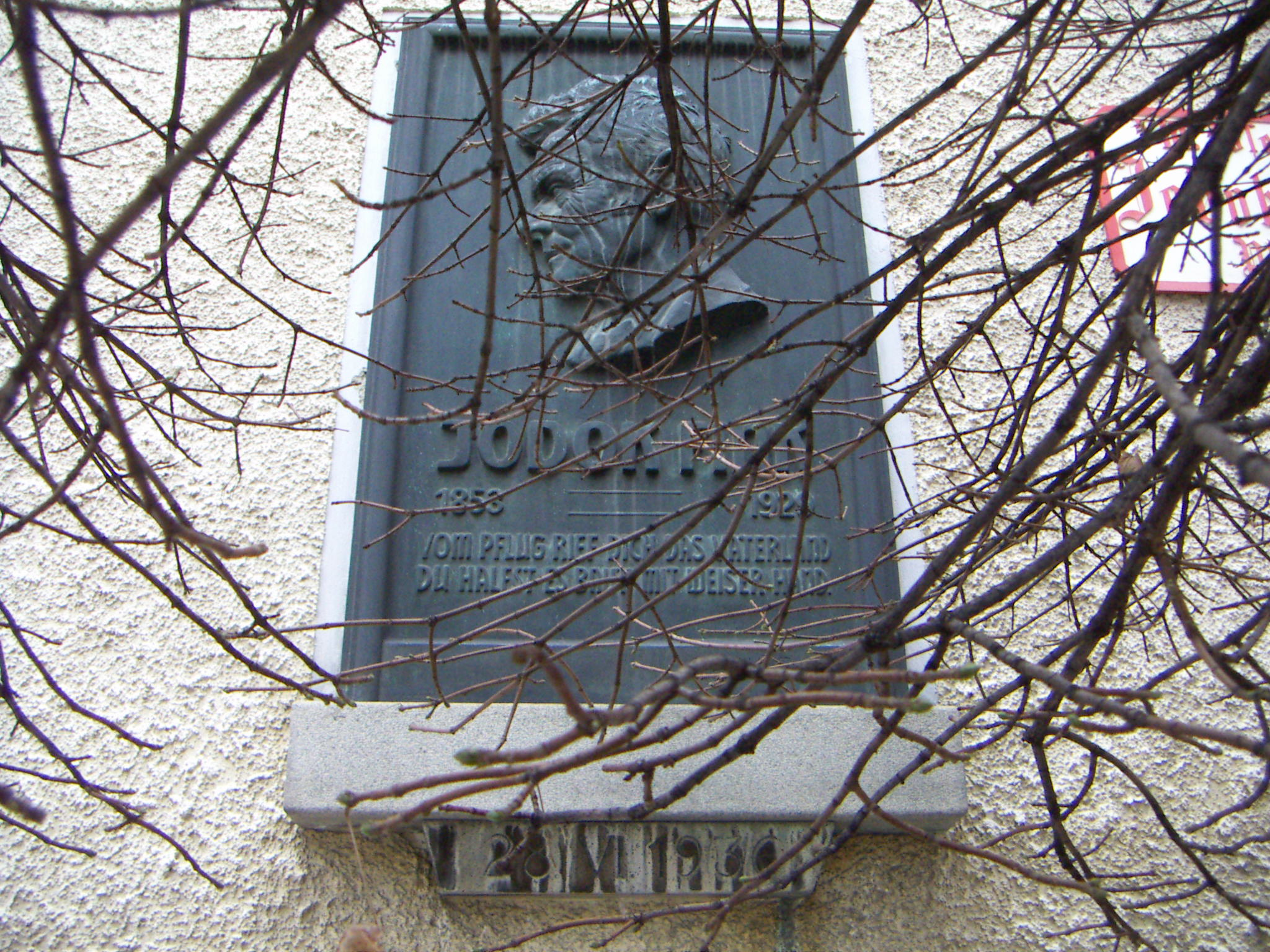
Памятная доска в Вене
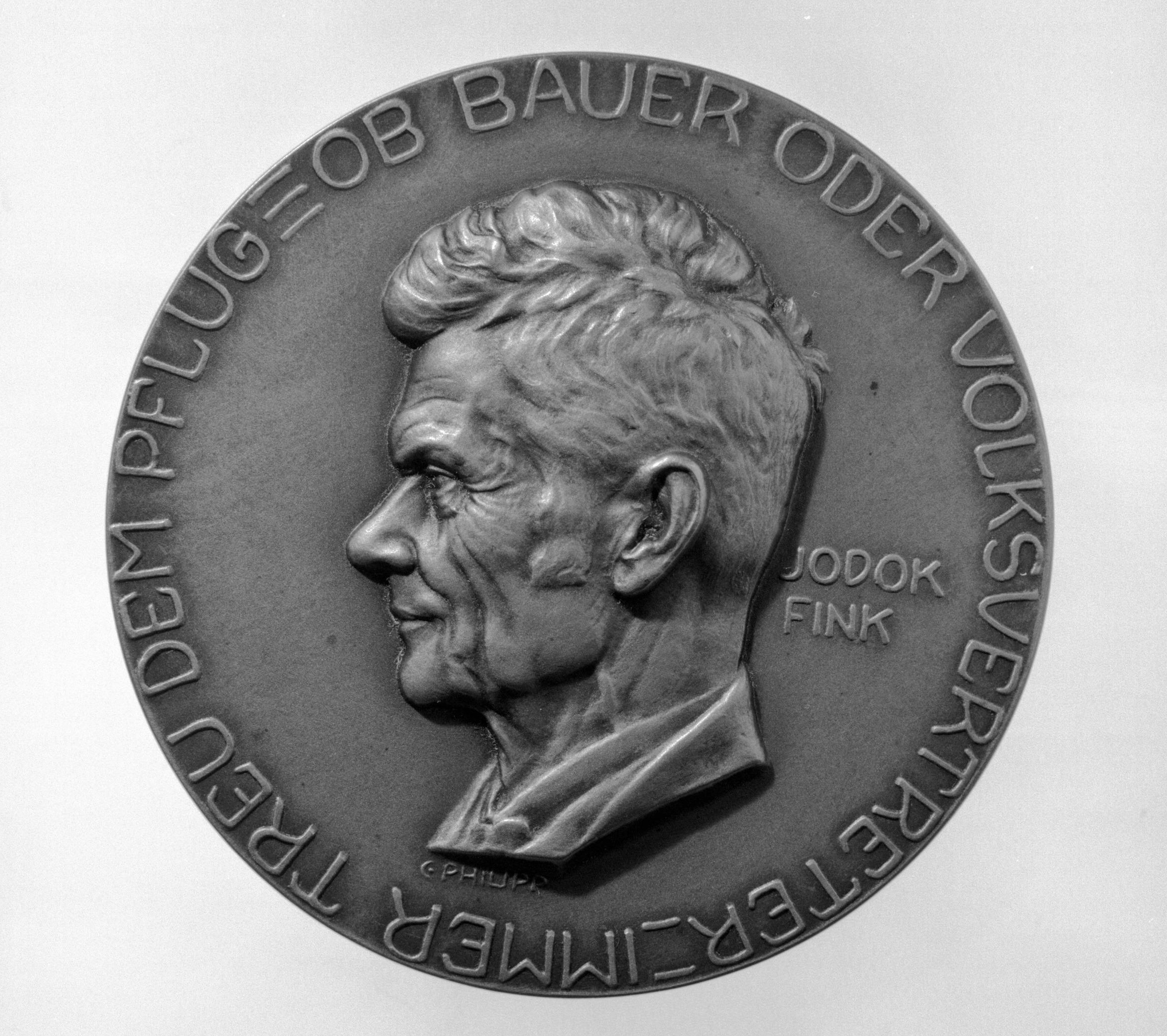
Медаль Йодока Финка